# Wojciech Złoty
Wojciech Złoty (ur. 26 grudnia 1991 w Goleniowie) – polski koszykarz grający na pozycji niskiego lub silnego skrzydłowego. Wychowanek Kotwicy Kołobrzeg, w której występował nieprzerwanie od 2008 do 2014 roku. W swojej karierze rozegrał 65 meczów w Polskiej Lidze Koszykówki.
Ze względu na poważną kontuzję pleców opuścił cały sezon 2014/2015. Do gry powrócił w sezonie 2015/2016 po tym, jak w listopadzie 2015 roku został zawodnikiem występującego w III lidze Gryfa Goleniów.